# جیم واتکینز
جیم واتکینز (انگلیسی: Jimmy Watkins؛ زادهٔ ۲۶ اوت ۱۹۸۲) دوچرخه‌سوار اهل ایالات متحده آمریکا است.
وی در مسابقات کشوری و بین‌المللی در مجموع برندهٔ ۲ مدال طلا، ۴ مدال نقره شده‌است.